# Anthericum ramosum
Espèce
Classification APG III (2009)
La Phalangère ramifiée (Anthericum ramosum), également appelée Anthéricum ramifié ou Phalangium ramifié, est une plante herbacée du genre Anthericum et de la famille des Liliacées dans la classification classique et de la famille des Asparagacées dans la classification phylogénétique.

## Description
Elle pousse dans les endroits ensoleillés et sur substrat calcaire. Les fleurs sont blanches, à 6 tépales.
La phalangère ramifiée ressemble beaucoup à la phalangère à fleurs de lis. Elle s’en distingue par ses rameaux ramifiés.

## Dénominations
La phalangère ramifiée dispose de plusieurs dénominations :
- Anthéricum rameux (Suisse)
- Anthéricum ramifié
- Patte d’araignée
- Phalangère rameuse
- Phalangium ramifiée

## Répartition

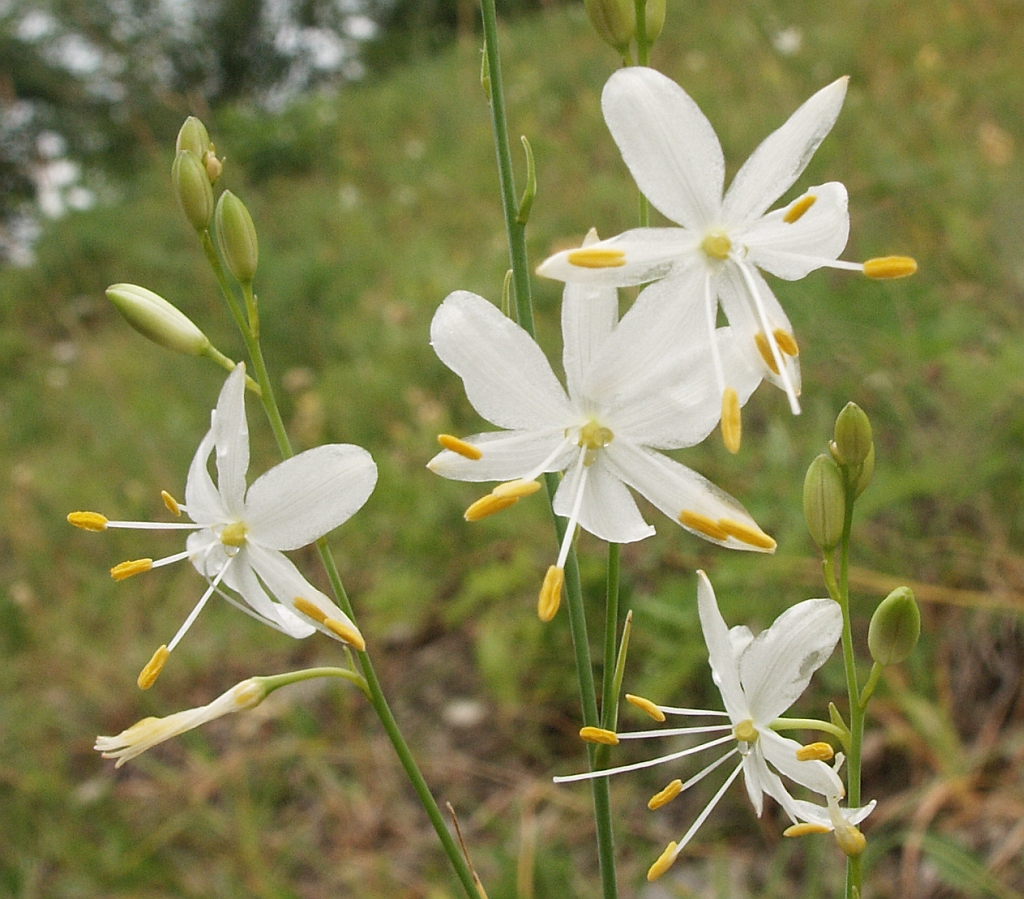
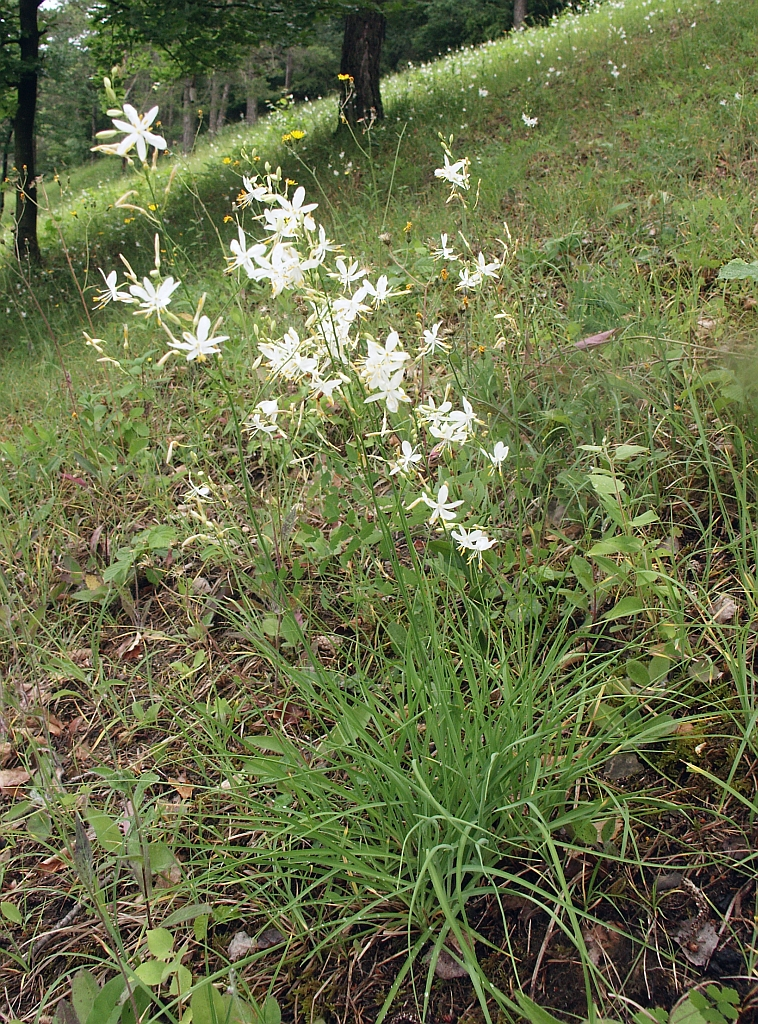
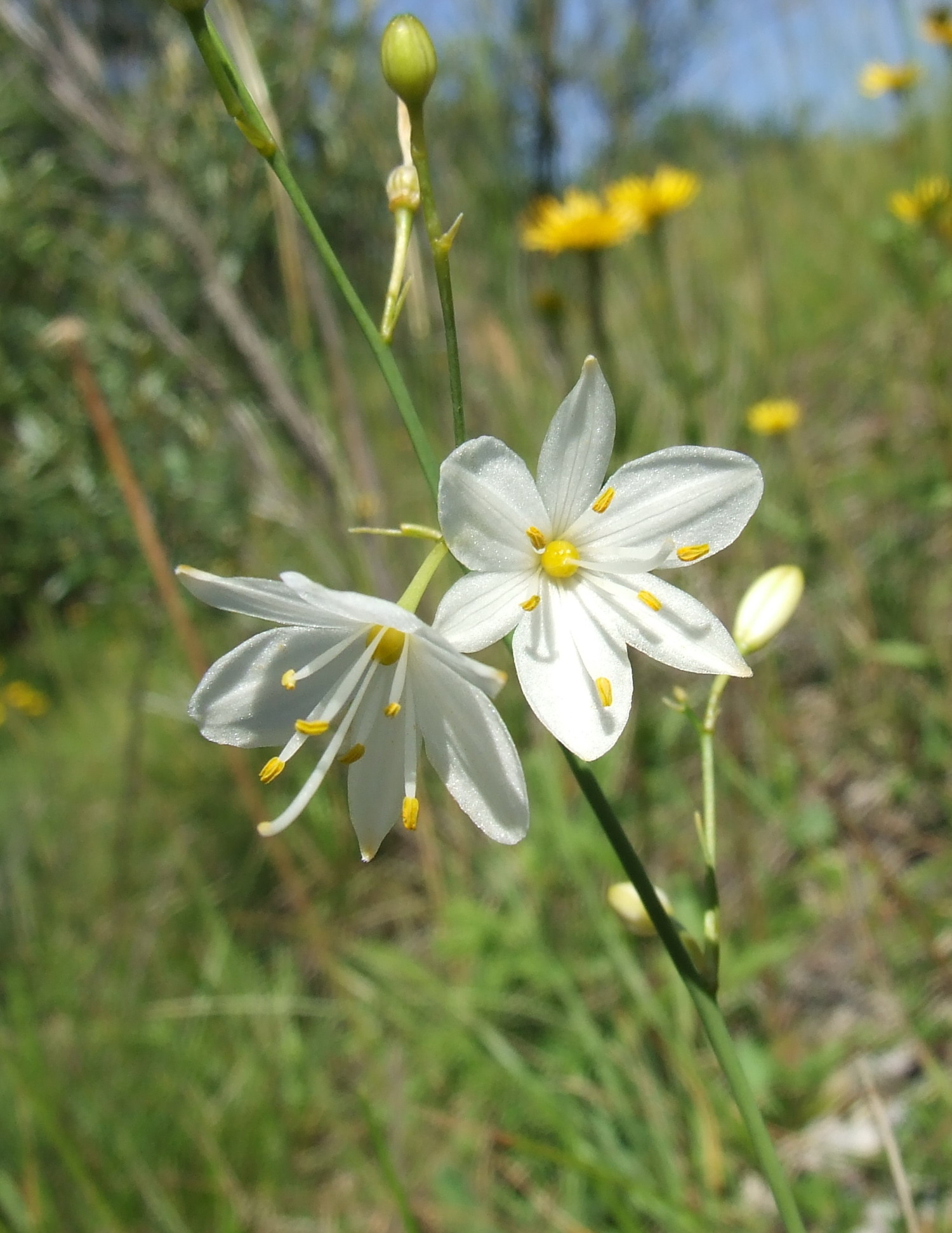
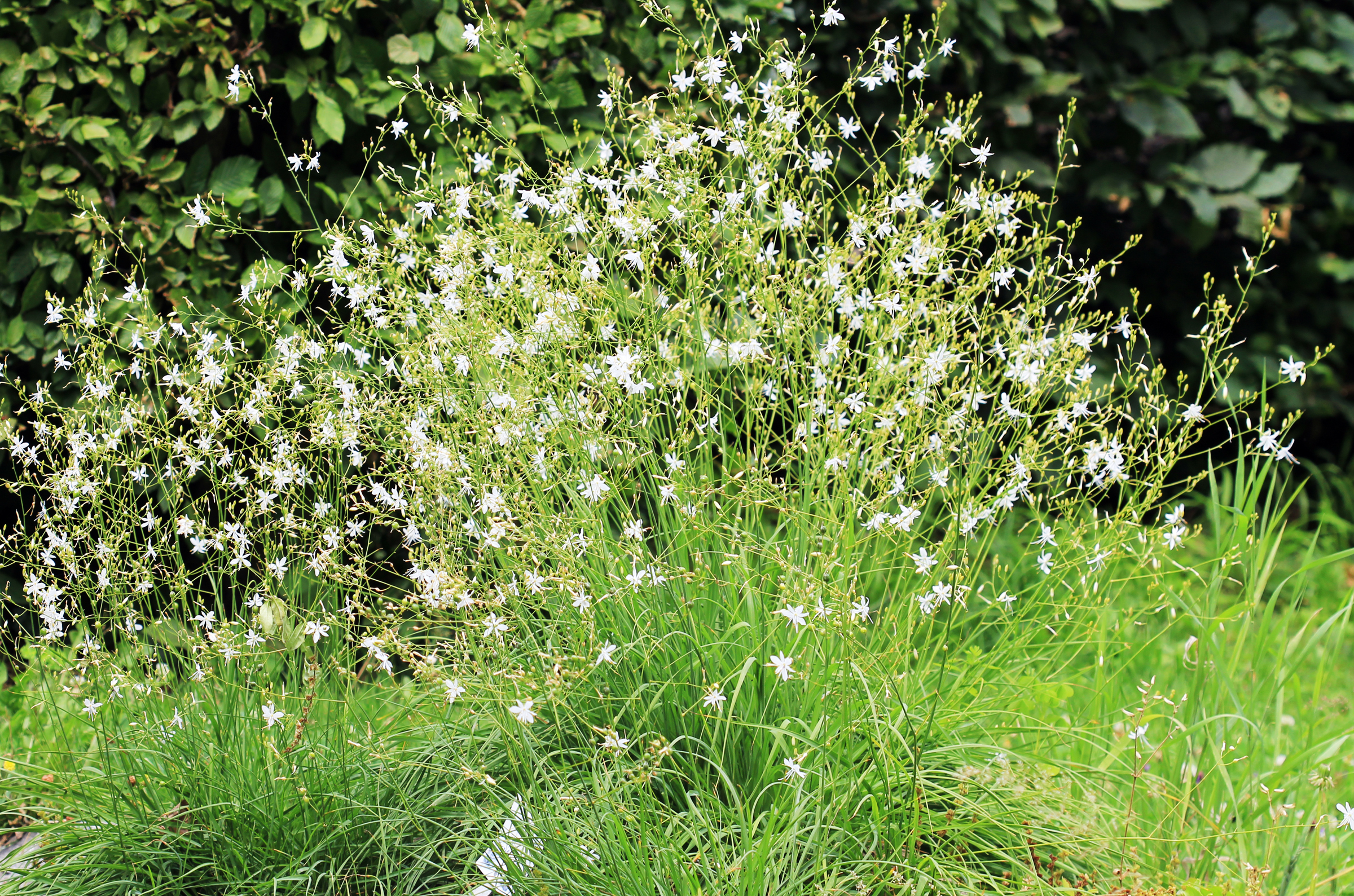